# 岡部陽二
岡部 陽二（おかべ ようじ、1934年8月16日 - ）は、日本の国際金融マン、医療経済研究者。
住友銀行（現：三井住友銀行）入行。取締役国際投融資部長、常務取締役ロンドン支店長、専務取締役を歴任。同行退職後、明光証券（現：SMBC日興証券）代表取締役会長、広島国際大学医療福祉学部医療経営学科および同大学院教授を経て、医療経済研究・社会保険福祉協会 医療経済研究機構副所長を歴任。

## 略歴
- 1934年8月16日 - 東京都中野区生まれ
- 1941年4月- 京都師範学校附属国民学校入学、1945年4月、満州国新京市・東光小学校へ転校、終戦後1946年12月に帰国
- 1947年3月- 兵庫県美方郡諸寄小学校卒業
- 1947年4月- 大阪市立住吉第三中学校入学、1948年4月、京都学芸大学附属中宇学校へ転校
- 1950年3月- 京都学芸大学附属中学校卒業、同年4月、京都府立洛北高等学校入学
- 1953年3月- 京都府立洛北高等学校卒業、同年4月、京都大学法学部法律学科入学
- 1957年3月 - 京都大学法学部法律学科卒業
- 1957年4月 - 住友銀行（現：三井住友銀行）入行
- 1965年9月 - 同行連携銀行・加州住友銀行ロサンゼルス支店勤務、1968年4月、住友銀行シカゴ駐在、同年12月帰国
- 1976年8月 - 同行子会社、住友ファイナンス・インターナショナル社長
- 1980年11月 - 住友銀行（現三井住友銀行）国際投融資部長
- 1982年6月 - 同行取締役就任
- 1984年1月 - 同行 取締役 ロンドン支店長、ゴッタルド銀行取締役兼務
- 1985年10月 - 同行常務取締役就任（欧州駐在）
- 1988年4月 - 同行 専務取締役（国際部門担当）（～1993年）
- 1993年4月 - 同行退職、明光証券（現SMBC日興証券）代表取締役会長就任
- 1997年6月 - 同社会長辞任、住銀インタナショナル・ビジネス・サービス㈱代表取締役会長就任（～1998年）
- 1998年4月
  - 広島国際大学医療福祉学部医療経営学科教授就任（～2005年）
  - 医療経済研究機構 専務理事・副所長（～2014年4月以降副所長）
- 2005年3月 - 広島国際大学定年退職
- 2013年6月 - 医療経済研究機構退職

## 社外役員就任歴
- クレトイシ㈱ 社外取締役（1995.1～2004.3）
- ㈱ハークスレイ 社外取締役（1999.12～2004.6）
- ㈱省電舎 社外取締役（2006.3～2007.6）
- フューチャーベンチャーキャピタル㈱ 監査役、取締役監査等委員（1998.9～2018.6）
- ㈱アルファクト 社外取締役（2007.3～2018.6）
- 医療法人ジメディコ（東京バスキュラー・クリニック）監事（2008.6～2016.11）
- ㈱プチファーマシスト 社外取締役（2000.4～）
- ファシリティー・パートナーズ㈱ 社外監査役（2010.4～）

## 主な社会活動など
- 英国ビジネスーインーザーコミュニティー会員（1985～1992）
- 日本証券業協会評議員、大阪証券取引所理事（1993～1997）
- 東京日本橋西ロータリークラブ会員（1993～1998）
- 経団連金融制度委員会常任委員（1993～1980）
- 東京地方裁判所 民事調停委員（1993～2004）
- 浦安市 財政顧問（2005～2008）
- 日本個人投資家協会理事、副理事長（1997～2020）、監事（2021～）
- エルエフ会(1975年設立の異業種交流会）会員・幹事（2002～2017）
- 日本コーポレート・ガバナンス・ネットワーク（ＣＧネット、全国社外取締役ネットワークを継承）会員（2003～）
- 日本工業倶楽部会員（2004年～）
- 東証ペンクラブ会員（2013～）
- 自由企業研究会会員（2014～2020）
- 日本証券経済倶楽部会員（1993～2015）、日本証券経済研究所会員（2016年～）
- 日本鉱物趣味の会（益富壽之助先生が1932年に設立）会員（1948～1957）、益富地学会館会員（1993～2020）
- 鉱物同志会(堀秀道先生が1985年に設立）会員（1993～2003）
- ダークブルー・ヨット・クラブ(京大ヨット部OB会）会員（1993～）
- 東部東櫻同窓会(京都教育大付属小中学校同窓会の関東支部）会長（2007～2017）

## 出版書籍
- やさしい外為講座・為替リスク回避とは？ 岡部陽二著（1972年、自由経済社）
- 医療サービス市場の勝者 (Market-Driven Healthcare) 〜米国の医療サービス変革に学ぶ〜（レジナ・E・ヘルツリンガー、Regina E. Herzlinger著：ハーバード大学経営大学学院教授、岡部 陽二監訳、竹田悦子訳、2000年、シュプリンガー・フェアラーク東京）
- 消費者が動かす医療サービス市場（Consumer-Driven Healthcare）〜米国の医療サービス変革に学ぶ〜 （レジナ・E・ヘルツリンガー著：ハーバード大学経営大学学院教授、岡部 陽二監訳、竹田悦子訳、2003年、シュプリンガー・フェアラーク東京）
- 米国医療崩壊の構図――ジャック・モーガンを殺したのは誰か？（レジナ E. ヘルツリンガー著：岡部陽二監訳、竹田悦子 訳、2009年1月 一灯舎）
- 岡部陽二著作集〜一国際金融人の軌跡〜岡部陽二編（1999年、帆風出版）
- 国際金融人・岡部陽二の軌跡～好奇心に生きる 岡部陽二著（2018年8月16日、日本経済新聞出版社 日経事業出版センター）

## 主な学術論文
- 「70年代における住友銀行の進路～当行業務の国際化推進を中心として」（1971年1月、住友銀行創業75周年記念論文公募での特賞入選作品）
- 「邦銀現法の主幹事遂行能力に遜色なし」（1979年9月、金融財政事情研究会）
- 「海外資金調達の新手段－変動利付CDのすべて」（1980年8月、東洋経済新報社）
- 「急成長を遂げる金利スワップ取引」(1983年8月、金融財政事情研究会)
- 「新通貨ユーロの教訓」（1998年11月、外国為替貿易研究会）
- 「ユーロ誕生後に円の進むべき道」（1999年3月、時事通信社「金融財政」）
- 「世界遺産・石見銀山の真価、前・後編」（2008年3・4月、アグネ技術センター「金属」）
- 「医療経営への株式会社参入の是非を問う」（2002年12月、時事通信社「金融財政」）
- 「オバマ政権の医療改革1～4」（2009年8月～2010年5月、医療経済研究機構レター178号ほか）
- 「医療改革を成長戦略の柱に～株式会社病院参入規制の全廃を」（2014年1月、時事通信社「金融財政」）
- 「機能していない病床規制の全廃を」（2014年2月、時事通信社「金融財政」）
- 「混合診療の自由化を」（2014年4月、時事通信社「金融財政」）
- 「益富壽之助先生のご薫陶」（2016年9月、公益財団法人益富地学会館『地学研究』）
- 「元住友銀行専務取締役岡部陽二インタビュー~学生時代の高坂正尭」（2020年3月13日、中央大学総合政策研究第28号）

## 主な旅行記・エッセー
- 「世界の三大瀑布」（1995年11月、「証券随想」）
- 「オペラハウス鑑賞の旅」（1996年5月、「金融経済新聞」文化欄）
- 「中東の３Pを訪れて～国際商人が活躍した舞台は今」（1996年11月、世界週報）
- 「私の旅行術」（1997年3月、東京日本橋西ロータリークラブ卓話）
- 「アルタミラ洞窟の天井画」（1998年12月、日本証券経済倶楽部「しょうけんくらぶ」)フォームの始まり）
- 「死海文書の不思議」（2000年2月、日本証券経済倶楽部「しょうけんくらぶ」）
- 「ミレニアムミレニアム・オペラの夏」（2001年2月、日本証券経済倶楽部「しょうけんくらぶ」）
- 「 グリーンランド紀行」（2001年7月、日本証券経済倶楽部「しょうけんくらぶ」）
- 「 洞窟探索の旅」（2002 年12月、「シュプリンガー・サイエンス」）
- 「タスマニア紀行」（2005年1月、日本証券経済倶楽部「しょうけんくらぶ」）
- 「世界の三大美味」（2005年7月、日本証券経済倶楽部「しょうけんくらぶ」）
- 「モンゴルの新しい風」（2006年3月、日本証券経済倶楽部「しょうけんくらぶ」）
- 「象亀の人を怖れぬガラパゴス」（2007年2月、日本証券経済倶楽部「しょうけんくらぶ」）
- 「エクアドル紀行」（2008年2月、日本証券経済倶楽部「しょうけんくらぶ」）
- 「ベトナム世界自然遺産紀行」（2008年7月20日、日本工業倶楽部会報）
- 「満州ノスタルジーの旅～滬友・建大・長春ツアー」に参加して（2009年12月、日本工業倶楽部会報）
- 「天空の桃源郷・ブータン王国紀行」（2013年1月、日本工業倶楽部会報）
- 「 キラウエア火山を往く」（2014年7月、日本工業倶楽部発行会報）
- 「世界の三大渓谷」（2015年6月、東証ペンクラブ発行「ペン2015」）
- 「 世界の三大奇岩」（2016年5月、東証ペンクラブ「Pen2016」）
- 「世界の三大湖」（2017年5月、東証ペンクラブ「Pen2017」）
- 「満州難民の体験記」（2017年7月、日本工業倶楽部会報）
- 「セレンゲッティへの誘い」（2021年４月、日本工業倶楽部会報）